# WTA German Open 2000
Il WTA German Open 2000 è stato un torneo di tennis giocato sulla terra rossa.
È stata la 88ª edizione del German Open, che fa parte della categoria Tier I nell'ambito del WTA Tour 2000.
Si è giocato al Rot-Weiss Tennis Club di Berlino in Germania dall'8 al 14 maggio 2000.

## Campionesse

### Singolare
Conchita Martínez ha battuto in finale  Amanda Coetzer con il punteggio di 6–1, 6–2.

### Doppio
Conchita Martínez /  Arantxa Sánchez hanno battuto in finale  Amanda Coetzer /  Corina Morariu con il punteggio di 3–6, 6–2, 7–6.